# Pierre de Manchicourt
Pierre de Manchicourt (Béthune ca. 1510 - Madrid, 5 oktober 1564) was een Vlaamse renaissancecomponist die leefde in de 16e eeuw. Hij was kapelmeester in Doornik en Atrecht. Vanaf 1559 was hij kapelmeester van de Capilla Flamenca aan het hof van Filips II van Spanje in Madrid. Hij bleef daar tot zijn dood in 1564.
De Manchicourt schreef vooral missen en motetten.

- Bibsys: 6057587
- Biblioteca Nacional de España: XX1770736
- Bibliothèque nationale de France: cb13981916w (data)
- Gemeinsame Normdatei: 120577690
- International Standard Name Identifier: 0000 0001 0887 056X
- Library of Congress Control Number: n86857462
- MusicBrainz: f8accfc7-02ff-4d49-be44-da195b7bc849
- Nationale bibliotheek van Australië: 35765778
- Nationale Bibliotheek van Israël: 987007285251705171
- Nederlandse Thesaurus van Auteursnamen: 155528211
- Réseau des bibliothèques de Suisse occidentale: 02-A003555800
- Istituto Centrale per il Catalogo Unico: LO1V153195
- SNAC: w6n023q4
- Système universitaire de documentation: 131124196
- Trove: 1077486
- Virtual International Authority File: 34652147
- WorldCat: E39PBJmDq4fcp9M7GkgKHwPfbd